# Walter Vargas
Walter Alejandro Vargas Alzate (Carmen de Viboral, Antioquia, 16 de abril de 1992) es un ciclista profesional colombiano. Desde 2017 corre para el equipo colombiano Medellín-EPM de categoría Continental.

## Trayectoria
La especialidad del ciclista es en la modalidad de contrarreloj, especialmente aquellas que son llanas. Ha sido campeón contrarreloj en diferentes competencias como los Campeonato de Colombia de Ciclismo Contrarreloj, Campeonato Panamericano de Ciclismo Contrarreloj. También ha conseguido triunfos secundarios en los Juegos Suramericanos Contrarreloj, Juegos Centroamericanos y del Caribe Contrarreloj, Juegos Deportivos Nacionales de Colombia.

## Palmarés
2015
- 3.º en los Juegos Deportivos Nacionales de Colombia Contrarreloj
- Vuelta Internacional Baja California Sur

2016
- Campeonato de Colombia Contrarreloj
- Campeonato Panamericano Contrarreloj

2017
- 3.º en el Campeonato de Colombia Contrarreloj

2018
- 3.º en el Campeonato de Colombia Contrarreloj
- Campeonato Panamericano Contrarreloj
- 2.º en los Juegos Suramericanos Contrarreloj
- 2.º en los Juegos Centroamericanos y del Caribe Contrarreloj

2019
- Vuelta Ciclista del Uruguay, más 1 etapa

2021
- Campeonato de Colombia Contrarreloj
- Campeonato Panamericano Contrarreloj

2022
- 2.º en el Campeonato Panamericano Contrarreloj
- Juegos Bolivarianos Contrarreloj
- Juegos Suramericanos Contrarreloj

2023
- 2.º en el Campeonato de Colombia Contrarreloj
- Campeonato Panamericano Contrarreloj
- 1 etapa del Tour de Gila
- 2.º en los Juegos Centroamericanos y del Caribe Contrarreloj
- Juegos Panamericanos Contrarreloj

2024
- Campeonato Panamericano Contrarreloj
- Vuelta a Venezuela, más 1 etapa

2025
- 2.º en el Campeonato de Colombia Contrarreloj
- Campeonato Panamericano Contrarreloj

## Resultados enCampeonatos del Mundo
| Carrera              | Carrera              | 2015 | 2016 | 2017 | 2018 | 2019 | 2020 | 2021 | 2022 | 2023 | 2024 |
| -------------------- | -------------------- | ---- | ---- | ---- | ---- | ---- | ---- | ---- | ---- | ---- | ---- |
| Mundial en Ruta      | Mundial en Ruta      | —    | Ab.  | —    | —    | —    | —    | —    | —    | Ab.  | Ab.  |
| Mundial Contrarreloj | Mundial Contrarreloj | —    | 41.º | —    | —    | —    | —    | —    | —    | 30.º | 18.º |

—: no participa

Ab.: abandono

## Equipos
- Orgullo Antioqueño (2015)
- Medellín (2017-)